# SGホールディングスグループ健康保険組合守山陸上競技場
SGホールディングスグループ健康保険組合守山陸上競技場（エスジーホールディングスグループけんこうほけんくみあい・もりやまうんどうじょう）は、滋賀県守山市のSGホールディングスグループ守山パーク内にある陸上競技場。球技場としても使用される。施設はSGホールディングスが所有し、同社が運営管理も行っている。
旧称は佐川急便守山陸上競技場（さがわきゅうびんもりやまりくじょうきょうぎじょう）

## 概要
SGホールディングスグループ守山パーク（旧：佐川急便守山パーク）は佐川急便などのSGホールディングスグループのスポーツレクリェーション活動の全国的な中心拠点として建設され、本施設以外に、野球場（硬式・軟式）、総合体育館などがあり、各施設が毎年全国の各支社が参加する「SGホールディングスグループ スポーツフェスティバル」（毎年ゴールデンウィークに開催）の主会場として使用されている。
SGホールディングスグループ陸上競技部がこの陸上競技場を本拠地に活動している。また、かつて日本フットボールリーグ （JFL）に所属していたSAGAWA SHIGA FCがホームグラウンドとし、SP京都FCが不定期に使用していた。

## 施設概要
- 日本陸上競技連盟第4種公認[2]
- トラック：400 m x 6レーン[2]
- 収容人員：1,000人[2]

## アクセス
- バス
  - JR東海道本線・守山駅から近江鉄道バス「佐川美術館」行きで終点下車、徒歩1分[1]。
  - JR湖西線・堅田駅より江若交通バス「免許センター前」行きで「佐川美術館前」下車、徒歩1分[1]
- 自動車
  - JR東海道本線・守山駅より15分[1]
  - JR湖西線・堅田駅より10分[1]

## 守山パーク内のその他の施設
- SGホールディングスグループ健康保険組合守山球場[2]
- SGホールディングスグループ健康保険組合総合体育館[2]
- 佐川美術館
- レークさがわ